# Anillochlamys bueni
Anillochlamys bueni es una especie de escarabajo del género Anillochlamys, familia Leiodidae. Fue descrita por René Gabriel Jeannel en 1909.

## Distribución
Se encuentra en España.